# Diabrotica relicta
Diabrotica relicta es una especie de insecto coleóptero de la familia Chrysomelidae.
Fue descrita científicamente en 1867 por Suffrian.